# 후루야 시즈카
후루야 시즈카(古谷 静佳, 12월 26일 ~ )는 일본의 성우이다. 프로덕션 에이스에 소속되어 있으며 2011년부터 활동 중이다.

## 출연작

### TV 애니메이션
2011년
- 일상 (시노노메 나노)
- 마켄키 (미나야 우루치)

### OVA
2011년
- 일상(일상 0화) (시노노메 나노)

### 게임
- 일상(우주인) (시노노메 나노)

### 라디오
2010년
- 카도마루 정보국(A&G초 RADIO SHOW ~ 아니스바!~ (2010)

2011년
- 란티스 웹 라디오<일상>라디오(시노노메 연구소 편) (시노노메 나노 역)